# 2019년 캘리포니아 산불

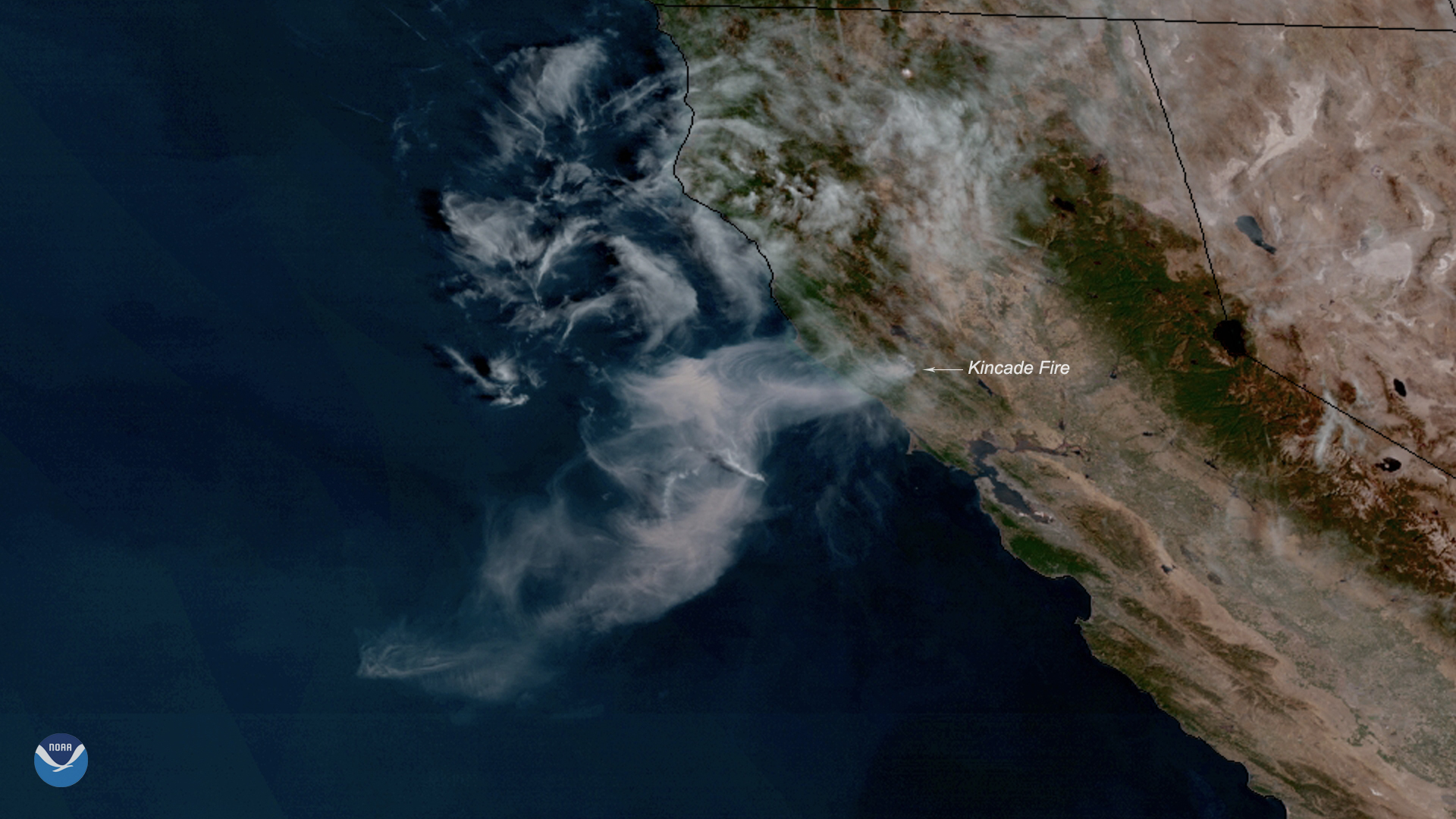

2019년 캘리포니아 산불은 이미 발생한 산불에 더해 강풍으로 새로운 산불이 발생하게 되었다.

## 같이 보기
- 캘리포니아 산불 목록
- 2019년 영국 산불
- 2019년 아마존 우림 산불
- 2019년 시베리아 산불
- 2019–2020년 오스트레일리아 밀림 산불